# Werner Lesser

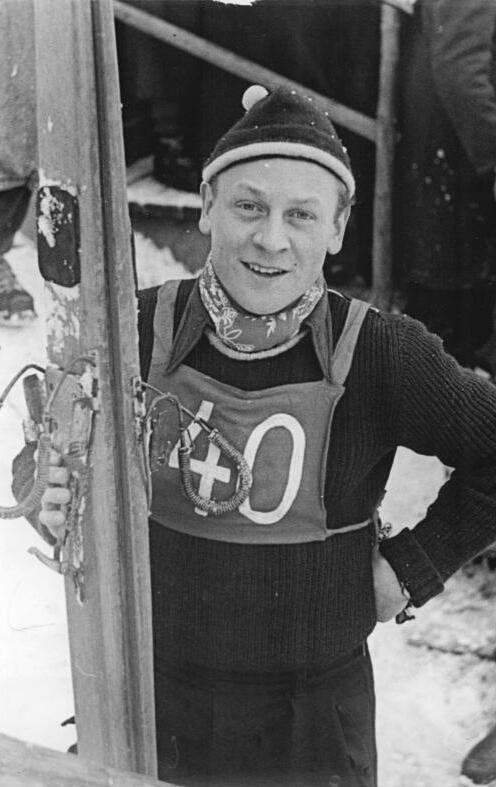
Werner Lesser II - 1953

Werner Lesser, född 22 augusti 1932, död 15 januari 2005 i Brotterode i Thüringen, var en tysk backhoppare som tävlade för Östtyskland på 1950-talet. Han representerade Stahl Brotterode och senare ASK Vorwärts Oberhof.

## Karriär
Tillsammans med Helmut Recknagel och Harry Glass dominerade Werner Lesser östtysk backhoppning på 1950-talet. Lesser blev DDR-mästare i backhoppning fyra gånger, 1952, 1953, 1957 och 1961.
Werner Lesser deltog i Skid-VM 1954 i Falun i Sverige. Där blev han nummer 53. Under Skid-VM 1958 i Lahtis i Finland blev Lesser nummer åtta. 
I olympiska spelen 1956 i Cortina d'Ampezzo i Italien blev Lesser nummer 8. Han var 17,0 poäng efter segrande Antti Hyvärinen från Finland och 14,5 poäng från en plats på prispallen. Under olympiska spelen 1960 i Squaw Valley i USA, slutade Lesser på en 21:a plats. Helmut Recknagel vann tävlingen för Tyskland. (Deltagare från Västtyskland och Östtyskland tävlade tillsammans, som ett "gemensamt tyskt lag", i olympiska vinterspelen 1956, 1960 och 1964.)
Lesser tävlade i tysk-österrikiska backhopparveckan från 1955 till 1961. I första tävlingen i backhopparveckan, i öppningstävlingen i Schattenbergbacken i Oberstdorf i Västtyskland 31 december 1955, blev Lesser nummer fem. Han var på prispallen i Oberstdorf 29 december 1956 och i nyårstävlingen i Garmisch-Partenkirchen 1 januari 1958. Båda gångarna blev han nummer tre. Han blev som bäst nummer fyra sammanlagt i backhopparveckan, säsongerna 1956/1957 och 1957/1958.

## Övrigt
Werner Lesser kallades ofta Werner Lesser II. Det bodde hela 6 backhoppande personer i Brotterode som hade namnet Werner Lesser. För att skilja dem åt numrerades de med romerska siffror. Backhoppsanläggningen i Brotterode, Inselbergbacken med fyra mindre backar, fick namnet Werner Lesser II Skisprung Arena vid invigningen 2009.